# Denise Makota-Ström
Denise Sabina Makota-Ström (ur. 29 września 1999) – szwedzka zapaśniczka walcząca w stylu wolnym. Zajęła ósme miejsce w Pucharze Świata w 2017 i 2018. Mistrzyni nordycka w 2018. Zdobyła brązowy medal MŚ juniorów w 2017 i srebrny na ME juniorów w 2017.